# Gathynia ferrugata
Gathynia ferrugata är en fjärilsart som beskrevs av Walker 1866. Gathynia ferrugata ingår i släktet Gathynia och familjen Uraniidae. Inga underarter finns listade i Catalogue of Life.